# Willy Hänig
Willy Felix Hänig (* 2. August 1888 in Kleinwaltersdorf; † 12. März 1947 in Mühlberg/Elbe) war ein deutscher Hütteningenieur, Oberregierungsbergrat, Vorstand der Firma Sächsischer Blaufarbenwerks-Verein und ab 1938 außerdem Grubenvorstand zweier der bedeutendsten bergmännischen Gewerkschaften des sächsischen Erzgebirges.

## Leben und Wirken
Er war der Sohn von Robert Feodor Hänig. Nach dem Schulbesuch nahm er ein Studium zum Hütteningenieur an der Bergakademie Freiberg auf, das er als Diplom-Ingenieur abschloss. In dieser Zeit gehörte er der Freiberger Freien Deutschen Studentenschaft an. Nach Ausbruch des Ersten Weltkrieges 1914 wurde er zum Militär einberufen und war u. a. an der Westfront eingesetzt, wo er zum Leutnant befördert wurde. 1916 erhielt er das Ritterkreuz II. Klasse mit Schwertern. Ab 1917 war er als Ordonnanz- und Nachrichtenoffizier im sächsischen Radfahrbatailion Nr. 4 zunächst im Baltikum und danach in Frankreich eingesetzt. Von dort kehrte er 1919 in das Deutsche Reich zurück, wo er 1921 zum Hüttenassessor beim Staatlichen Blaufarbenwerk Oberschlema ernannt und später zum Oberregierungsbergrat befördert wurde. Danach war er Abteilungsdirektor bei den Staatlichen Hütten- und Blaufarbenwerken Freiberg. Im Radiumbad Oberschlema wurde er nach dem Weggang des Hüttendirektors Georg Johannes Schmieder am 4. November 1935 zum Vorstand der Firma Sächsischer Blaufarbenwerks-Verein in Aue ernannt. Nach dem Ausscheiden von Bergdirektor Wilhelm Focke wurde Hänig mit Wirkung vom 1. Juli 1938 Grubenvorstand der Konsolidierten Gewerkschaft Vereinigt Feld im Fastenberge zu Johanngeorgenstadt sowie Grubenvorstand der Gewerkschaft Schneeberger Bergbau (Neustädtel). Nachdem die Firma Sächsischer Blaufarbenwerks-Verein auf Beschluss der Mitgliederversammlung Ende Dezember 1941 aufgelöst worden war, wurde er als deren Abwickler bestellt.
Aus finanziellen Gründen verpachtete die Konsolidierte Gewerkschaft Vereinigt Feld im Fastenberge am 1. April 1939 der Gewerkschaft Schneeberger Bergbau in Schneeberg-Neustädtel das gesamte Grubengebäude. Mit dem Gesellschaftsbeschluss vom 22. September 1944 wurde die Konsolidierte Gewerkschaft Vereinigt Feld im Fastenberge, deren Vorstand Hänig war, rückwirkend zum 1. April 1944 mit fünf anderen landeseigenen Erzbergbaubetrieben zur Sachsenerz Bergwerks AG verschmolzen. Hänig wurde nicht in den neuen Vorstand übernommen.
Nach Ende des Zweiten Weltkrieges und dem Einmarsch der Roten Armee wurde Hänig verhaftet und im Speziallager Nr. 1 Mühlberg des NKWD inhaftiert. Dort starb er im Februar 1947.